# Faustino Cordón
Faustino Cordón, est un biochimiste espagnol né le 22 janvier 1909 à Madrid et mort le 22 décembre 1999. Il a théorisé la notion d'émergence sur le champ biologique et l'évolution du métabolisme cellulaire. Ses travaux ont été retenus par Patrick Tort puis ont été développés par Chomin Cunchillos et Guillaume Lecointre.

## Biographie
Faustino Cordón né en 1909 à Madrid. 
Il a étudié la médecine à l'Université Complutense, où il a réussi la maîtrise en 1931. Après la guerre civile espagnole, il prépare une chaire en chimie organique. Quand  celle-ci pris fin, Faustino Cordón s'écarte de l'enseignement pour développer sa carrière professionnelle dans l'industrie privée consacré à l'investigation expérimentale.
De 1941 à 1945, il continue de travailler dans des laboratoires privés. Son directeur a été le docteur Fernando Calvet, ce qui lui a permis d'obtenir une bonne préparation en chimie expérimentale où il a appris à développer avec rigueur sa capacité d'observation dans les laboratoires.
En 1970, à son retour de Puerto Rico, il crée un Institut puis commence la rédaction d'un Traité évolutionniste en biologie.